# Moominia willii
Moominia
Genre
Espèce
Statut de conservation UICN

 EN B1ab(iii)+2ab(iii) : En danger
Moominia willii, unique représentant du genre Moominia, est une espèce de mollusques gastéropodes arboricoles de la famille des Hydrobiidae. Endémique de l'île Silhouette au nord-ouest de Mahé dans les Seychelles, l'espèce est considérée en danger critique d'extinction par l'Union internationale pour la conservation de la nature qui l'a classée sur la liste des 100 espèces les plus menacées au monde en 2012.

## Systématique
Le genre Moominia et l'espèce Moominia willii ont été décrits en 2003 par le zoologiste britannique Justin Gerlach (d) (1970-)

## Répartition et habitat
Moominia willii est endémique de l'île Silhouette au nord-ouest de Mahé dans les Seychelles.

## Étymologie
Le nom générique, Moominia, fait référence à la ressemblance de ces mollusques avec les Moumines (Moomins en anglais), les personnages créés par la Finlandaise Tove Jansson.
L'épithète spécifique, willii, a été donnée en l'honneur de Johanna Willi qui a collecté le premier spécimen.

## Publication originale
- (en) J. Gerlach, « New terrestrial Gastropoda (Mollusca) from Seychelles », Phelsuma, Nature Protection Trust of Seychelles (d), vol. 11,‎ 2003, p. 39-51 (ISSN 1026-5023, lire en ligne).